# پراتیک جین
پراتیک جین (انگلیسی: Prateik Jain) یک مدل مرد هندی است.